# Georg Totschnig
Georg Totschnig (Kaltenbach, 25 de mayo de 1971) es un ciclista austríaco que fue profesional entre 1994 y 2006, consiguiendo 14 victorias.

## Trayectoria
Es en su país natal donde obtuvo la mayoría de sus victorias, con varios campeonatos nacionales. En el circuito europeo, realizó buenas actuaciones, sobre todo, en el Giro de Italia (7.º en 2003 y 5.º en 2004). En el Tour de Francia, quedó 11.º en 2003, 7.º en 2004 y ganó una etapa en 2005.
Este corredor se retiró tras estar escapado en el Giro de Lombardía durante bastantes kilómetros.
Participó en tres ediciones de los Juegos Olímpicos: Barcelona, Atlanta y Atenas.

## Palmarés
1993
- Viena-Rabenstein-Gresten-Viena

1996
- Campeonato de Austria Contrarreloj
- 3.º en el Campeonato de Austria en Ruta

1997
- Campeonato de Austria Contrarreloj
- Campeonato de Austria en Ruta
- 1 etapa de la Vuelta a Castilla y León

2000
- Vuelta a Austria, más 1 etapa

2001
- Campeonato de Austria Contrarreloj

2002
- Campeonato de Austria Contrarreloj

2003
- Campeonato de Austria en Ruta

2004
- Campeonato de Austria Contrarreloj
- 1 etapa de la Vuelta a Suiza
- 3.º en el Campeonato de Austria en Ruta

2005
- 1 etapa del Tour de Francia

2006
- 3.º en el Campeonato de Austria en Ruta

## Resultados en Grandes Vueltas y Campeonatos del Mundo
Durante su carrera deportiva consiguió los siguientes puestos en las Grandes Vueltas y Campeonatos del Mundo:
| Carrera              | Carrera              | 1994 | 1995 | 1996 | 1997 | 1998 | 1999 | 2000 | 2001 | 2002  | 2003 | 2004 | 2005 | 2006 |
| -------------------- | -------------------- | ---- | ---- | ---- | ---- | ---- | ---- | ---- | ---- | ----- | ---- | ---- | ---- | ---- |
|                      | Giro de Italia       | 13.º | 9.º  | Ab.  | —    | —    | —    | —    | —    | 7.º   | 5.º  | —    | —    | —    |
|                      | Tour de Francia      | —    | 37.º | —    | 34.º | 27.º | 20.º | —    | —    | —     | 12.º | 7.º  | 26.º | 46.º |
|                      | Vuelta a España      | —    | —    | 6.º  | —    | 71.º | —    | —    | —    | —     | —    | —    | —    | —    |
| Mundial en Ruta      | Mundial en Ruta      | Ab.  | —    | 43.º | —    | —    | 46.º | —    | —    | 123.º | —    | —    | —    | 65.º |
| Mundial Contrarreloj | Mundial Contrarreloj | —    | —    | —    | —    | —    | —    | —    | —    | 30.º  | —    | —    | —    | —    |

—: no participa

Ab.: abandono

## Equipos
- Team Polti (1994-1996)
- Deutsch Telekom (1997-2000)
- Gerolsteiner (2001-2006)